# فوکر دی.۱۶
فوکر دی. ۱۶ (انگلیسی: Fokker D.XVI) یک هواپیمای ساخت فوکر است.